# Cordia crispiflora
Cordia crispiflora är en strävbladig växtart som beskrevs av Dc.. Cordia crispiflora ingår i släktet Cordia, och familjen strävbladiga växter. Inga underarter finns listade i Catalogue of Life.